# 中園路
中園路為臺灣桃園市中壢區之重要道路之一，緊鄰中壢工業區，北銜接大園區中正東路三段，南迄於中壢區中華路二段並銜接忠義路。全線屬於市道110甲線，共分二段，以中山高速公路為分段點並設有內壢交流道。內壢交流道至南園二路為雙向六車道；南園二路至中華路二段為雙向四車道。

## 沿經行政區域
- 桃園市
  - 中壢區

## 車道配置
- 中壢大園區界－內壢交流道
  - 雙向四車道
  - 簡易中央安全島
- 內壢交流道－南園二路
  - 雙向六車道
  - 綠化中央安全島、共桿號誌
- 南園二路－中華路二段
  - 雙向四車道
  - 綠化中央安全島、共桿號誌

## 沿線設施
中園路
- 桃園市私立啟英高級中學（中園路447號）
- 桃園市中壢區忠福國民小學（页面存档备份，存于）（西園路57號）
- 中壢工業區
- 順益中壢汽車城（中園路158號）
- 黑松股份有限公司中壢廠（中園路178號）
- Audi桃園展示中心（中園路467號）
- 農業工程研究中心（页面存档备份，存于）（中園路196之1號）
- 中山高57 內壢

中園路二段
- 萬能科技大學（萬能路1號）
- 大江國際購物中心（中園路二段501號）